# Ninnekah
Ninnekah és un poble dels Estats Units a l'estat d'Oklahoma. Segons el cens del 2010 tenia 1.002 habitants.

## Demografia
Segons el cens del 2000, Ninnekah tenia 994 habitants, 400 habitatges, i 304 famílies. La densitat de població era de 37,7 habitants per km².
Dels 400 habitatges en un 31% hi vivien nens de menys de 18 anys, en un 62% hi vivien parelles casades, en un 10,3% dones solteres, i en un 24% no eren unitats familiars. En el 20,8% dels habitatges hi vivien persones soles el 7,3% de les quals corresponia a persones de 65 anys o més que vivien soles. El nombre mitjà de persones vivint en cada habitatge era de 2,49 i el nombre mitjà de persones que vivien en cada família era de 2,85.
Per edats la població es repartia de la següent manera: un 23,5% tenia menys de 18 anys, un 9,2% entre 18 i 24, un 27,7% entre 25 i 44, un 28,7% de 45 a 60 i un 11% 65 anys o més.
L'edat mediana era de 39 anys. Per cada 100 dones de 18 o més anys hi havia 94,9 homes.
La renda mediana per habitatge era de 31.181$ i la renda mediana per família de 37.656$. Els homes tenien una renda mediana de 29.659$ mentre que les dones 21.328$. La renda per capita de la població era de 16.434$. Entorn del 14,1% de les famílies i el 19,5% de la població estaven per davall del llindar de pobresa.

## Poblacions més properes
El següent diagrama mostra les poblacions més properes.